# Толстик, Аркадий Афанасьевич
Аркадий Афанасьевич Толстик (15 ноября 1925 — 1 марта 2009) — советский и белорусский журналист, общественный и партийный деятель. Заслуженный работник культуры БССР (1979).

## Биография
Родился 15 ноября 1925 года в деревне Чикили, Могилёвская область, в семье крестьянина. В 1941 году окончил среднюю школу.
Во время нацистской оккупации принимал участие в партизанском движении — был связным партизанского отряда имени Орджоникидзе 37-й партизанской бригады имени Пархоменко Минского соединения (июнь 1942 — июль 1944 года).
С июля 1944 по май 1950 года проходил службу во внутренних войсках НКВД-МГБ. Избирался комсоргом мотострелкового батальона. В феврале 1948 года стал членом КПСС. В это же время участвовал в борьбе против вооружённого бандитизма на территории Западной Белоруссии. После демобилизации работал инструктором Бобруйского обкома комсомола, первым секретарём Краснослободского райкома комсомола, а с 1952 года — ответственным секретарём ЦК комсомола. В 1954 году окончил Бобруйский учительский институт и поступил на филологический факультет Минского государственного пединститута, который окончил в 1957 году.
С 1953 по 1960 год работал в редакции газеты «Красная смена» сначала заведующим отделом, а затем заместителем редактора.
С мая 1960 года Толстик на партийной работе — инструктор отдела пропаганды и агитации, заведующий сектором печати, издательств и полиграфии, заместитель заведующего отделом пропаганды и агитации ЦК КПБ.
С марта 1973 до октября 1986 года работал редактором республиканской газеты «Звязда». Трижды в 1976, 1981 и 1986 годах избирался членом ЦК КПБ.
В течение 1975—1985 годов избирался депутатом Верховного Совета БССР IX, X и XI созывов.
С 1973 по 1987 год Толстик был председателем правления Союза журналистов БССР.
В качестве делегата от Белорусской ССР в 1974 году участвовал в работе XXIX летней сессии Генеральной Ассамблеи ООН.
После выхода на пенсию в 1987 году Толстик был приглашён на работу в Белорусский фонд культуры. В 90-х работал главным специалистом фонда, занимался вопросами возвращения в страну белорусских национальных ценностей, которые в разные времена были вывезены из Белоруссии.
За заслуги перед родиной Толстик награждён орденом Отечественной войны II степени, двумя орденами «Знак Почёта», а также 12 медалями, в том числе медалями «За отвагу», «За боевые заслуги», 5 почётными грамотами и Грамотой Верховного Совета. Дважды (1980, 1985) отмечен медалями имени Юлиуса Фучика Международной организации журналистов.
В 1979 году Толстику присвоено почётное звание «Заслуженный работник культуры Белорусской ССР».